# Монвик
Монви́к (фр. Montvicq) — коммуна во Франции, находится в регионе Овернь. Департамент коммуны — Алье. Входит в состав кантона Монмаро. Округ коммуны — Монлюсон.
Код INSEE коммуны — 03189.

## Население
Население коммуны на 2008 год составляло 736 человек.
| 1962 | 1968 | 1975 | 1982 | 1990 | 1999 | 2008 |
| ---- | ---- | ---- | ---- | ---- | ---- | ---- |
| 787  | 830  | 802  | 677  | 677  | 685  | 736  |

## Экономика
В 2007 году среди 454 человек в трудоспособном возрасте (15—64 лет) 325 были экономически активными, 129 — неактивными (показатель активности — 71,6 %, в 1999 году было 66,4 %). Из 325 активных работали 289 человек (156 мужчин и 133 женщины), безработных было 36 (11 мужчин и 25 женщин). Среди 129 неактивных 31 человек были учениками или студентами, 61 — пенсионерами, 37 были неактивными по другим причинам.

## Достопримечательности
- Церковь Сен-Преже (XIX век)
- Ров и руины древней крепости XII века